# SC Campomaiorense
Sporting Clube Campomaiorense je portugalský fotbalový klub z obce Campo Maior v regionu Alentejo. Byl založen v roce 1926. Své domácí zápasy hraje na Estádio Capitão Cesar Correia s kapacitou 7 500 míst.
Klubové barvy jsou zelená a bílá, v klubovém emblému je běžící chrt.
V sezóně 2014/15 hraje v Portoalegre 1ª divisão (regionální liga).

## Úspěchy
Národní
- 1× finalista portugalského fotbalového poháru (1998/99)[3]
- 1× vítěz Segunda Ligy (1996/97)[4]
- 1× vítěz Segunda Divisão Portuguesa – Zona Centro (1991/92)[pozn. 1][5]